# Distribuzione normale
La distribuzione normale (o  distribuzione di Gauss dal nome del matematico tedesco Carl Friedrich Gauss, o distribuzione a Campana di Gauss), nella teoria della probabilità, è una distribuzione di probabilità continua che è spesso usata come prima approssimazione per descrivere variabili casuali a valori reali che tendono a concentrarsi attorno a un singolo valor medio. 
Il grafico della funzione di densità di probabilità associata è simmetrico e ha una forma a campana, nota come "curva a campana", "curva normale", "curva gaussiana" o "curva degli errori".

## Descrizione
La distribuzione normale è considerata il caso base delle distribuzioni di probabilità continue a causa del suo ruolo nel teorema del limite centrale. Un insieme di valori dato potrebbe essere normale: per stabilirlo si può usare un test di normalità. Più specificamente, assumendo certe condizioni, la somma di {\displaystyle n} variabili casuali con media e varianza finite tende a una distribuzione normale al tendere di {\displaystyle n} all'infinito. Grazie a questo teorema, la distribuzione normale si incontra spesso nelle applicazioni pratiche, venendo usata in statistica e nelle scienze naturali e sociali come un semplice modello per fenomeni complessi.
La distribuzione normale dipende da due parametri, la media {\displaystyle \mu } e la varianza {\displaystyle \sigma ^{2}}, ed è indicata tradizionalmente con:
{\displaystyle \ N(\mu ;\sigma ^{2}).}

## Metodologia
La distribuzione normale è caratterizzata dalla seguente funzione di densità di probabilità, al cui grafico spesso si fa riferimento con la dizione curva di Gauss o gaussiana:
{\displaystyle f(x)={\frac {1}{\sqrt {2\pi \sigma ^{2}}}}\;e^{-{\frac {\left(x-\mu \right)^{2}}{2\sigma ^{2}}}}~{\mbox{ con }}~x\in \mathbb {R} ,}
dove {\displaystyle \mu } è il valore atteso e {\displaystyle \sigma ^{2}} la varianza.
Per dimostrare che {\displaystyle p_{X}(x)} è effettivamente una funzione di densità di probabilità si ricorre innanzi tutto alla standardizzazione (statistica) della variabile casuale, cioè alla trasformazione tale per cui risulta:
{\displaystyle Z={\frac {x-\mu }{\sigma }},}
dove la variabile risultante {\displaystyle -\infty <Z<+\infty } ha anch'essa distribuzione normale con parametri {\displaystyle \mu =0} e {\displaystyle \sigma =1}. L'integrale della funzione di densità di probabilità della variabile casuale standardizzata {\displaystyle Z} è il seguente:
{\displaystyle S=\int _{-\infty }^{+\infty }p_{Z}(z)dz=\int _{-\infty }^{+\infty }{\frac {1}{\sqrt {2\pi }}}e^{-{\frac {z^{2}}{2}}}dz.}
Dato che deve necessariamente valere la condizione {\displaystyle S=1}, allora risulta anche {\displaystyle S^{2}=1}, quindi:
{\displaystyle S^{2}=\int _{-\infty }^{+\infty }p_{Z}(z)dz\int _{-\infty }^{+\infty }p_{Y}(y)dy,}
{\displaystyle S^{2}={\frac {1}{2\pi }}\int _{-\infty }^{+\infty }\int _{-\infty }^{+\infty }e^{-{\frac {z^{2}+y^{2}}{2}}}dzdy,}
dove anche la variabile casuale {\displaystyle Y} ha distribuzione normale standardizzata. Per risolvere questo integrale doppio si ricorre alle coordinate polari {\displaystyle z=\rho \cos \theta } e {\displaystyle y=\rho \sin \theta }, dove {\displaystyle \rho \geq 0} e {\displaystyle 0\leq \theta \leq 2\pi }. La matrice jacobiana della trasformazione è
{\displaystyle J(\rho ,\theta )=\left[{\begin{array}{cc}{\frac {\partial z}{\partial \rho }}&{\frac {\partial z}{\partial \theta }}\\\\{\frac {\partial y}{\partial \rho }}&{\frac {\partial y}{\partial \theta }}\end{array}}\right]=\left[{\begin{array}{cc}\cos \theta &-\rho \sin \theta \\\sin \theta &\rho \cos \theta \end{array}}\right],}
il cui determinante è uguale a {\displaystyle |J(\rho ,\theta )|=\rho (\cos ^{2}\theta +\sin ^{2}\theta )=\rho }. Sostituendo nell'integrale di cui sopra si ottiene:
{\displaystyle S^{2}={\frac {1}{2\pi }}\int _{0}^{+\infty }\int _{0}^{2\pi }e^{-{\frac {\rho ^{2}(\cos ^{2}\theta +\sin ^{2}\theta )}{2}}}|J(\rho ,\theta )|d\theta d\rho =\int _{0}^{+\infty }e^{-{\frac {\rho ^{2}}{2}}}\rho \ d\rho =1.}
La sua funzione generatrice dei momenti è
{\displaystyle g(x)=e^{\mu x+\sigma ^{2}{\frac {x^{2}}{2}}}.}
Il valore atteso e la varianza (che sono gli unici due parametri di questa variabile casuale) sono appunto {\displaystyle \mu } e {\displaystyle \sigma ^{2}}.
Non essendo possibile esprimere l'integrale della {\displaystyle p_{X}(x)} in forma chiusa mediante funzioni elementari, è necessario rendere disponibili in forma tabellare i valori della sua funzione di ripartizione. I più usati sono:
{\displaystyle 68,3\%=P\left\{\mu -1,00\sigma <X<\mu +1,00\sigma \right\};}
{\displaystyle 95,0\%=P\left\{\mu -1,96\sigma <X<\mu +1,96\sigma \right\};}
{\displaystyle 95,5\%=P\left\{\mu -2,00\sigma <X<\mu +2,00\sigma \right\};}
{\displaystyle 99,0\%=P\left\{\mu -2,58\sigma <X<\mu +2,58\sigma \right\};}
{\displaystyle 99,7\%=P\left\{\mu -3,00\sigma <X<\mu +3,00\sigma \right\}.}
Essendo {\displaystyle p_{X}(x)} una funzione simmetrica, è sufficiente conoscere la funzione di ripartizione dei valori positivi per conoscere pure quella dei valori negativi (e viceversa).
Dalla variabile casuale Normale si possono ottenere altre variabili casuali, come la t di Student, la Chi Quadrato e la F di Fisher-Snedecor, nonché le loro "varianti" non centrali (t non centrale, chi quadrato non centrale e F non centrale).

## Teoremi

### Combinazione lineare di variabili gaussiane
Se{\displaystyle X_{1},\,X_{2},\,\cdots ,X_{n}} sono {\displaystyle n} variabili casuali Normali tra di loro indipendenti, ciascuna con valore atteso {\displaystyle \mu _{i}} e varianza {\displaystyle \sigma _{i}^{2}},
allorala variabile casuale {\displaystyle Y=\alpha _{1}X_{1}+\alpha _{2}X_{2}+\cdots +\alpha _{n}X_{n}} è a sua volta una variabile casuale Normale con valore atteso {\displaystyle \mu =\alpha _{1}\mu _{1}+\alpha _{2}\mu _{2}+\cdots +\alpha _{n}\mu _{n}} e varianza {\displaystyle \sigma ^{2}=\alpha _{1}^{2}\sigma _{1}^{2}+\alpha _{2}^{2}\sigma _{2}^{2}+\cdots +\alpha _{n}^{2}\sigma _{n}^{2}}.
Altri teoremi: teorema di Cochran.

### Relazioni con altre variabili casuali

#### La Normale come derivazione da altre voci
I teoremi del limite centrale sono una famiglia di teoremi che hanno in comune l'affermazione che la somma (normalizzata) di un grande numero di variabili casuali è distribuita approssimativamente come una variabile casuale normale.
Se {\displaystyle X} è distribuita come una variabile casuale binomiale con {\displaystyle n} molto grande (per dare un'idea di quanto grande, possiamo dire che deve essere {\displaystyle n>30}), e approssimativamente {\displaystyle np>10}, allora la binomiale può essere approssimata con una Normale con valore atteso {\displaystyle np} e varianza {\displaystyle npq:N(np;npq)}.
Se {\displaystyle X} è distribuita come una variabile casuale poissoniana con il parametro {\displaystyle \lambda } molto grande (orientativamente {\displaystyle \lambda >10}), allora
la Poissoniana può essere approssimata con una Normale con valore atteso e varianza pari a {\displaystyle \lambda :N(\lambda ;\lambda )}.

#### Variabili casuali derivate dalla Normale
Date {\displaystyle n} distribuzioni normali {\displaystyle Z_{1}(0;1);\,Z_{2}(0;1);\,\cdots \,Z_{n}(0;1)} con media nulla e varianza unitaria indipendenti tra loro. Allora
{\displaystyle \chi _{n}^{2}=Z_{1}^{2}+Z_{2}^{2}+\cdots +Z_{n}^{2}}
è una variabile casuale chi quadro con {\displaystyle n} gradi di libertà.
Siano {\displaystyle Z_{1},Z_{2},\cdots ,Z_{n}} variabili casuali indipendenti distribuite come una Normale con media nulla e varianza unitaria, e siano inoltre {\displaystyle a_{1},a_{2},\cdots ,a_{n}} delle costanti tali che
{\displaystyle \lambda =\sum {a_{i}^{2}},}
allora si indica con {\displaystyle \chi '^{2}} la variabile casuale chi quadro non centrale con {\displaystyle n} gradi di libertà costruita come
{\displaystyle \chi '^{2}=\sum (Z_{i}+a_{i})^{2}.}
Se {\displaystyle Z\sim N(0;1)} e {\displaystyle X\sim \chi _{n}^{2}} tra loro indipendenti, allora {\displaystyle T=Z/{\sqrt {X/n}}} è distribuita come una t di Student con {\displaystyle n} gradi di libertà. 
Se {\displaystyle X_{1},X_{2},\dots ,X_{n}{\text{ i.i.d.}}\sim {\mathcal {N}}(\mu ,\sigma ^{2})} e {\displaystyle \displaystyle {\bar {X}}={\frac {\sum _{i=1}^{n}X_{i}}{n}}} è la v.c. media campionaria, mentre {\displaystyle {\hat {\sigma }}^{2}={\frac {\sum _{i=1}^{n}(X_{i}-{\bar {X}})^{2}}{n}}} è la v.c. varianza campionaria non corretta, allora {\displaystyle {\bar {X}}\sim {\mathcal {N}}\left(\mu ,{\frac {\sigma ^{2}}{n}}\right)} e {\displaystyle {\frac {n{\hat {\sigma }}^{2}}{\sigma ^{2}}}\sim \chi ^{2}(n-1)}, inoltre {\displaystyle {\bar {X}}} e {\displaystyle {\hat {\sigma }}^{2}} sono indipendenti.
Se {\displaystyle Z\sim N(0;1)} e {\displaystyle T=\beta \left({\tfrac {\alpha Z}{2}}+{\sqrt {{\tfrac {(\alpha Z)^{2}}{4}}+1}}\right)^{2}}, allora {\displaystyle T} è una v.c. di Birnbaum-Saunders con i parametri {\displaystyle \alpha } e {\displaystyle \beta }.

### La normale nell'inferenza bayesiana

#### Variabile casuale Gamma come priori coniugati della normale
Nell'ambito dell'inferenza bayesiana si trova la seguente relazione tra la normale e la distribuzione Gamma.
Se {\displaystyle x} è una distribuzione normale con parametri {\displaystyle \mu } e {\displaystyle 1/\theta }
{\displaystyle f(x|\theta )=N(x|\mu ;1/\theta )}
e il parametro {\displaystyle \theta } ha una distribuzione {\displaystyle \Gamma } con i parametri {\displaystyle a} e {\displaystyle b}
{\displaystyle g(\theta )=\Gamma (\theta |a;b),}
allora il parametro {\displaystyle \theta } è distribuito a posteriori anch'esso come una variabile casuale Gamma, ma con parametri {\displaystyle a+{\frac {1}{2}}} e {\displaystyle b+{\frac {(\mu -x)^{2}}{2}}}:
{\displaystyle g(\theta |x)=\Gamma (\theta |a+1/2;b+(\mu -x)^{2}/2).}

#### Priori coniugati normale di una normale
Se {\displaystyle X} è distribuita come una v.c. normale con parametri {\displaystyle m} e {\displaystyle \sigma ^{2}}
{\displaystyle f(x|m)=N(x|m;1/r^{2})}
e il parametro {\displaystyle m} è distribuito a priori come una v.c. normale con i parametri {\displaystyle \mu } e {\displaystyle \sigma ^{2}}
{\displaystyle g(m)=N(m|\mu ;\sigma ^{2}),}
allora il parametro {\displaystyle m} è distribuito a posteriori anch'esso come una v.c. Normale, ma con parametri:
{\displaystyle (\sigma ^{2}\mu +r^{2}x)/(\sigma ^{2}+r^{2})} e {\displaystyle (\sigma ^{2}r^{2})/(\sigma ^{2}+r^{2})}
{\displaystyle g(m|x)=N(m|(\sigma ^{2}\mu +r^{2}x)/(\sigma ^{2}+r^{2});(\sigma ^{2}r^{2})/(\sigma ^{2}+r^{2})).}

## Storia
Abraham de Moivre, nell'ambito dei suoi studi sulla probabilità, introdusse per la prima volta la distribuzione normale in un articolo del 1733. Gauss, che a quel tempo non era ancora nato, ne fu invece un grande utilizzatore: egli propose la "distribuzione normale" studiando il moto dei corpi celesti.
Altri la usavano per descrivere fenomeni anche molto diversi come i colpi di sfortuna nel gioco d'azzardo o la distribuzione dei tiri attorno ai bersagli. Da qui i nomi "curva di Gauss" e "curva degli errori".
Nel 1809 il matematico americano Adrain pubblicò due derivazioni della legge normale di probabilità, simultaneamente e indipendentemente da Gauss I suoi lavori rimasero ampiamente ignorati dalla comunità scientifica fino al 1871, allorché furono "riscoperti" da Cleveland Abbe..
Nel 1835 Quételet pubblicò uno scritto nel quale, fra le altre cose, c'erano i dati riguardanti la misura del torace di soldati scozzesi e la statura dei militari di leva francesi. Quételet mostrò come tali dati si distribuivano come una "Gaussiana", ma non andò oltre.
Fu Galton a intuire che la curva in questione, da lui detta anche "ogiva", poteva essere applicata a fenomeni anche molto diversi, e non solo ad "errori". Questa idea di curva per descrivere i "dati" in generale portò ad usare il termine "Normale", in quanto rappresentava un substrato "normale" ovvero la "norma" per qualsiasi distribuzione presente in natura.
Nel tentativo di confrontare curve diverse, Galton - in mancanza di strumenti adeguati - si limitò ad usare due soli parametri: la media e la varianza, dando così inizio alla statistica parametrica.

## Esempio in R

Esempio di istogramma

Un grafico quantile-quantile per testare la normalità

Per stabilire se una distribuzione è normale o gaussiana si può tracciarne l'istogramma con il seguente codice R e vedere se l'andamento segue la normalita :
```
library
(
ggplot2
)

#Distribuzione normale di 1000 osservazioni con media 5 e deviazione standard 3:

normal_d
 
<-
 
rnorm
(
1000
,
 
mean
 
=
 
5
,
 
sd
 
=
 
3
)

df
 
<-
 
data.frame
(
normal_d
)

ggplot
(
df
,
 
aes
(
normal_d
))
+

  
geom_histogram
(
bins
 
=
 
30
)

```

In alternativa si può tracciare il grafico quantile-quantile che consente di confrontare due distribuzioni di probabilità tracciando i loro quantili l'uno contro l'altro. Nel caso specifico si confronta la distribuzione data con una normale.Se le due distribuzioni confrontate sono simili, i punti del grafico Q-Q si troveranno approssimativamente sulla linea di identità y=x.
```
# Grafico quantile-quantile:

ggplot
(
df
,
 
aes
(
sample
=
normal_d
))
+

  
geom_qq
()
+

  
geom_qq_line
()

```

Infine si può fare il test di Shapiro-Wilk : se il p_value ottenuto è maggiore di 0,05 vale l'ipotesi nulla secondo cui la distribuzione è normale al 95%, altrimenti vale l'ipotesi alternativa.
```
shapiro.test
(
df
$
normal_d
)

```

```
Shapiro-Wilk normality test
data:  df$normal_d
W = 0.99832, p-value = 0.4404
```

Nel caso specifico p-value>0,05 quindi la distribuzione è normale al 95% .